# Nunzio Ferraiuoli

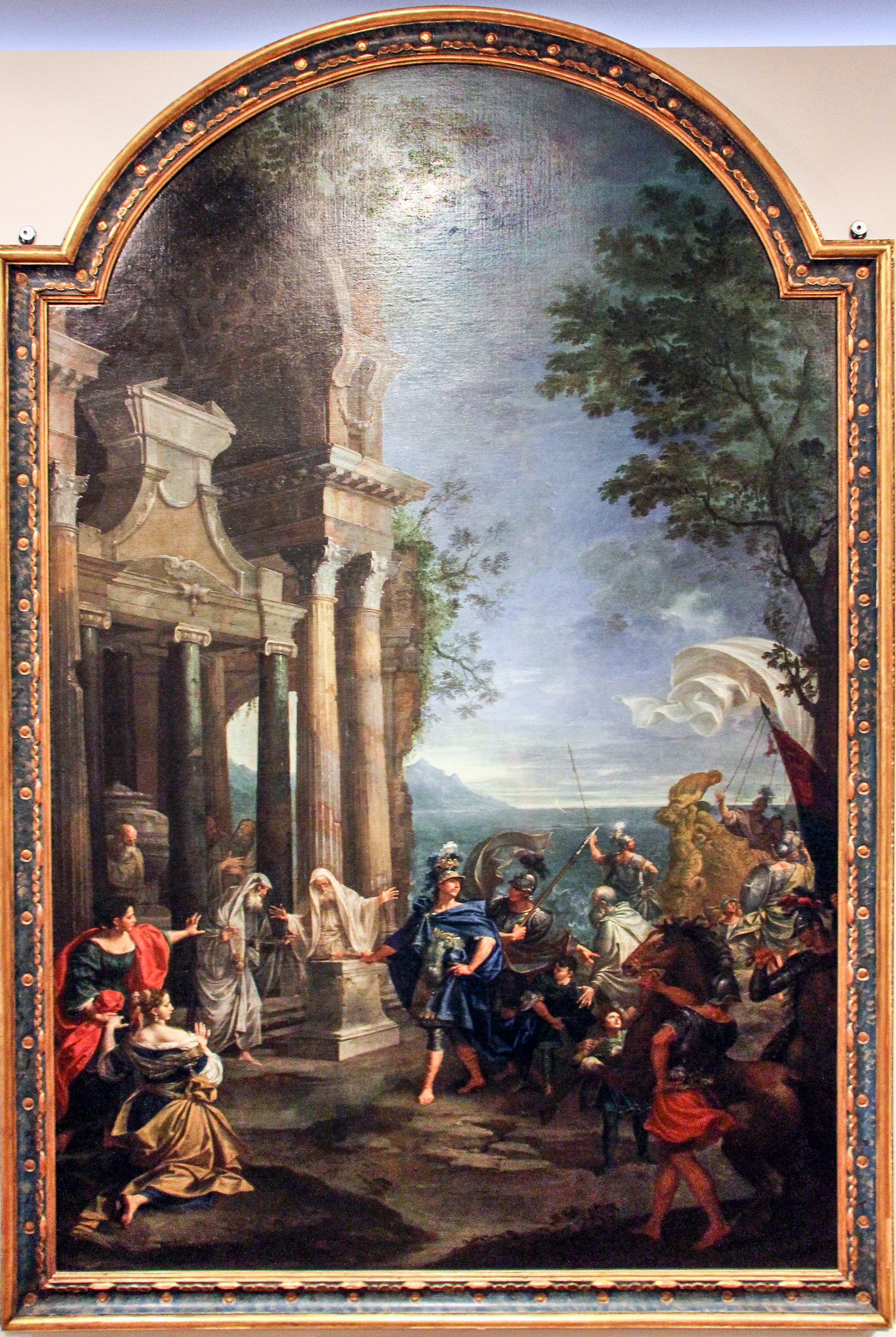
Donato Creti, Carlo Besoli e Nunzio Ferrajoli, Tomba allegorica di Lord Torrington, 1730 circa

Nunzio Ferraioli degli Afflitti (Nocera dei Pagani, 1660-1661 – Bologna, 1735) è stato un pittore italiano, attivo in epoca barocca.

## Biografia
Diciottenne, il Ferraiuoli (o Ferrajuoli) fu forse allievo di pittori napoletani: dapprima fu a bottega con Luca Giordano e quindi con Francesco  Solimena.
Si trasferì poi a Bologna, nel 1682, presso lo studio di Giovan Gioseffo Dal Sole.
Abile paesaggista, la sua opera fua influenzata da Francesco Monti.
Proprio col Monti, e ancora di più con Creti, collaborò come paesaggista nella serie di dipinti più mani dei Tombeaux des Princes. Predilesse la pittura a olio e a fresco.
Ebbe a bottega Carlo Lodi e Bernardino Minozzi.